# Імператорська корона Індії
Імператорська корона Індії була використана королем Георгом V як імператором Індії в Делійському Дурбарі 1911 року.

## Походження
Традиція забороняє коронним коштовностям залишати Сполучене Королівство, це є наслідком часів, коли королі та королеви часто закладали коштовності іноземним брокерам. Існують також значні ризики, пов’язані з транспортуванням історичних регалій морем і сушею на таку велику відстань. З цих причин нова корона була виготовлена спеціально для поїздки короля Георга V і королеви Марії до Індії в 1911 році, де вони були проголошені імператором і імператрицею Індії перед князями та правителями Індії.
Тодішня ювелірна компанія Garrard & Co виготовила корону вартістю 60 000 фунтів стерлінгів (еквівалент £6,500,000 у 2021 році), який оплатив Індійський офіс.

## Опис
Імператорська корона Індії важить 920 г (2,03 фунт) і встановлено 6170 діаманти, 9 смарагди, 4 рубіни і 4 сапфіри. На передній частині знаходиться дуже гарний смарагд вагою 32 карати (6,4 г). (p 169) Король написав у своєму щоденнику, що він був важким і незручним у носінні: «Досить втомився після того, як носив свою корону протягом 3+1⁄2 години; у мене боліла голова, оскільки вона досить важка».
Подібно до інших британських корон, вона складається з кола з чотирма хрестами та чотирма квітковими ліліями. Однак вісім напіварок у верхній частині, які з’єднуються у типовому монде та хрестовому пате, спрямовані вгору у формі готичної арки у формі огі. Корона Індії — єдина корона британського суверена, яка має вісім напіварок, у стилі континентальних європейських корон, що відходить від традиції британських корон, які мають дві або чотири напіварок.

## Використання

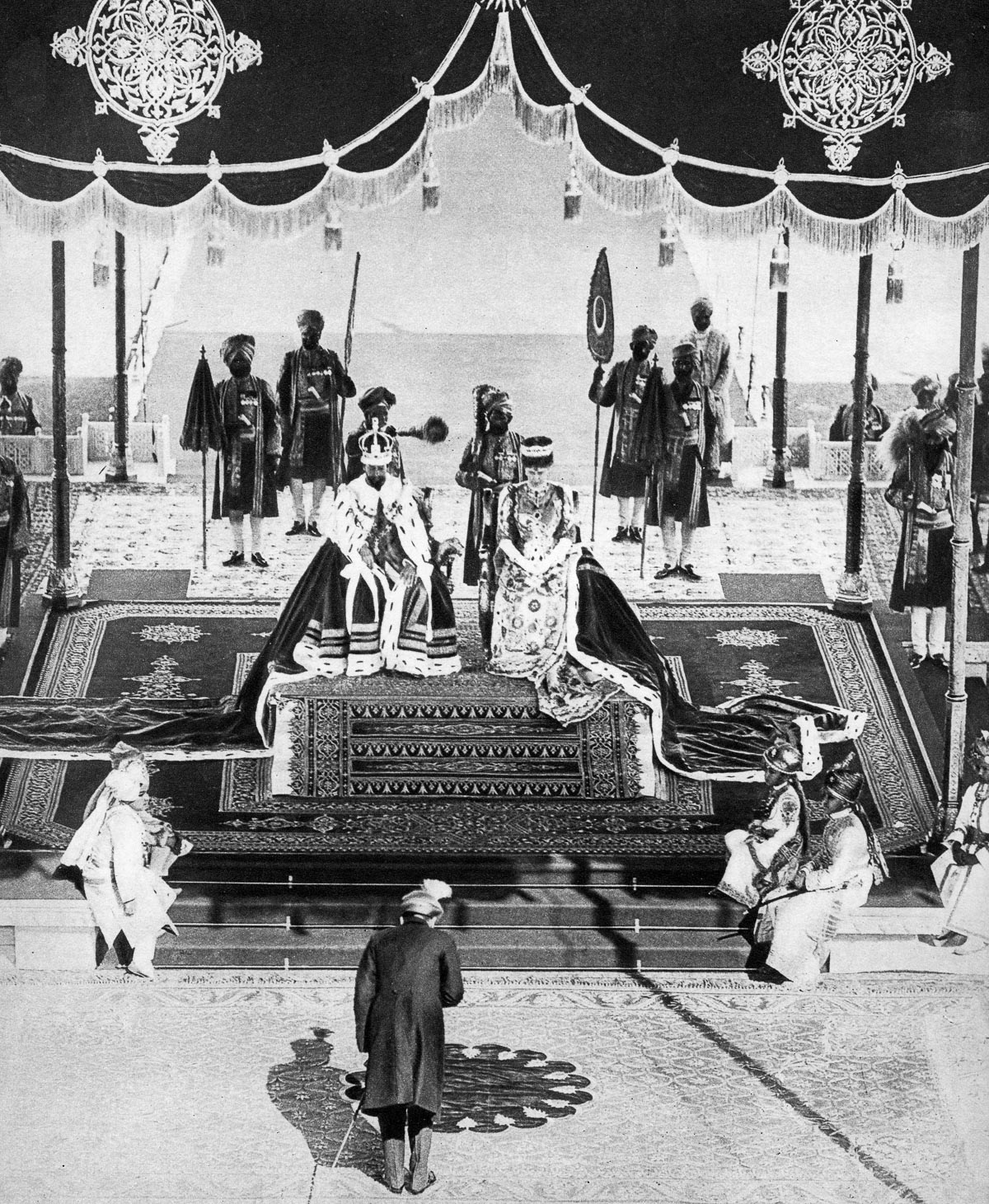
Король Георг V і королева Марія в Делі Дурбар, грудень 1911 рік.

Георг і Марія на церемонії не були короновані як імператор і імператриця; архієпископ Кентерберійський Рендалл Девідсон не вважав доцільним християнське богослужіння проводити в країні, де люди переважно сповідують індуїзм або іслам. Натомість король просто одягав корону, коли він входив у дурбар, і дурбар був стилізований як підтвердження коронації короля, яка вже відбулася у Сполученому Королівстві шість місяців тому.
Корона не використовувалася з часів, коли Георг V повернувся з Індії. 15 серпня 1947 року британське панування над Індією закінчилося, і виникли домініони Індія та Пакистан . Георг VI і його британський прем'єр-міністр Клемент Еттлі погодилися з цим
«доки два нові домініони залишатимуться у складі Співдружності, корона повинна залишатися серед коронних коштовностей, але якщо пізніше одне або обидва відокремляться, можна буде стверджувати, що, зважаючи на те, що вона була придбана за рахунок індійських коштів, корона повинна бути передана якомусь індійському органові влади». (p 167)
Імператорська корона Індії виставлена на загальний огляд у Домі коштовностей у Лондонському Тауері.

## Зовнішні посилання
- The Imperial Crown of India. Трест Королівської колекції. Інвентарний № 31706.